# Église des Saintes-Hosties
 (décembre 2019).
Si vous disposez d'ouvrages ou d'articles de référence ou si vous connaissez des sites web de qualité traitant du thème abordé ici, merci de compléter l'article en donnant les références utiles à sa vérifiabilité et en les liant à la section « Notes et références ».
L'église des Saintes-Hosties est un édifice religieux situé à Pézilla-la-Rivière, dans les Pyrénées-Orientales, dans la plaine du Roussillon. Cet édifice combine l’architecture médiévale et romane. Ses murs extérieurs sont faits de pierres et de briques rouges. Son clocher-tour de plus de 40 m possède trois cloches.

## Historique
L'église des Saintes Hosties ayant totalement remplacé une précédente dédiée à saint Félix, son édification dure une vingtaine d'années.
Commencée en 1886 sur des plans de l'architecte Eugène Eswald, sa construction se poursuit en 1888 sous le contrôle de l'architecte Viggo Dorph-Petersen. Bénite le 3 avril 1893, elle est consacrée le 12 octobre suivant. Avec sa grande nef et ses dix chapelles latérales, cette église est un bel exemple de l'architecture religieuse du XIXe siècle.
Son haut clocher-tour abrite trois cloches datées de 1857, 1872 et 1874.
Au Xe siècle, deux églises sont mentionnées : Saint-Saturnin et Saint-Félix. Seule l'église Saint-Félix devient le centre de foyer de peuplement en l’occurrence une « cellera », un espace destiné à placer les hommes et leurs biens sous la protection divine. Agrandie et dotée d'une enceinte au XIVe siècle. Aux XIe et XIIe siècles, les deux églises sont agrandies et reconstruites en style roman.

### Miracle
En 1792, Rose Llorens met à l’abri de la Révolution les hosties conservées dans l’église Saint Félix de Pézilla-la-Rivière par l’abbé Pérone alors en fuite. Un long moment s'écoule avant le retour de l’abbé et la remise de ses hosties. Constatant la bonne conservation des hosties, le miracle est proclamé. Ce miracle est l'élément fondamental de la décision de construire une nouvelle église. La Fabrique de Pézilla-la-Rivière n’a pas de mal à faire accepter cette décision par les autorités religieuses nationales. Le réveil religieux du XIXe siècle œuvre en sa faveur,.

## Description

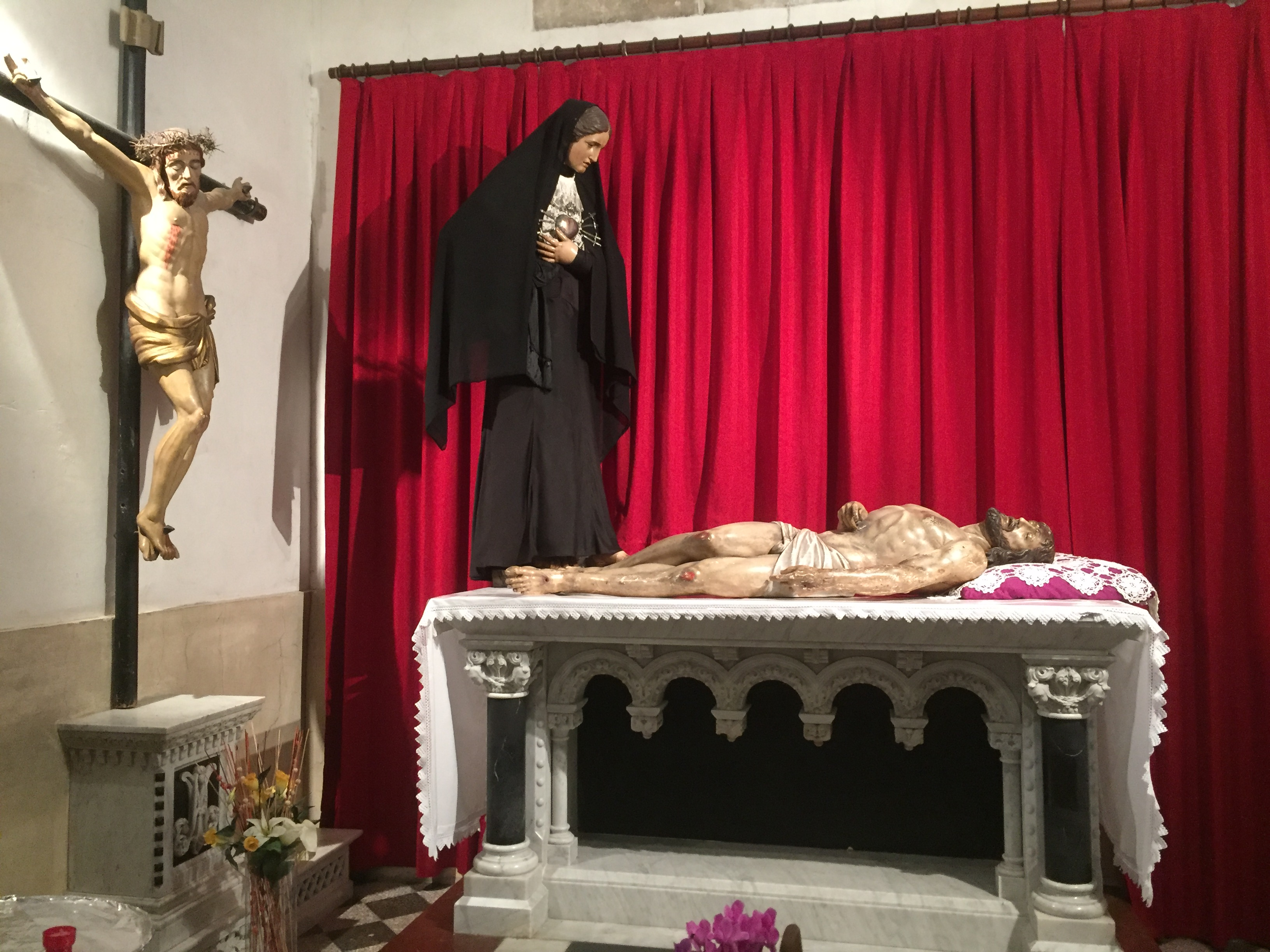
Christ gisant du XVII.

L’intérieur se déroule autour d’une nef de style néo-gothique et dix chapelles latérales. Elles accueillent des retables et des statues de saints tels que Saint-Joseph, Sainte-Anne ou Saint-Sébastien. Le transept se termine également des deux côtés par une chapelle. Dans le chœur se trouve un maître-autel en marbre sculpté.
De nombreux vitraux éclairent le bâtiment. Ils représentent soit des saints, soit des scènes de la vie du Christ ou de la Vierge. Ceux du registre inférieur de l’abside racontent l'histoire des Saintes-Hosties.
Des sculptures en bois ornent les lambris du Maître-autel, la chaire et la balustrade de la tribune. L'église accueille également deux statues reliquaires et une bannière peinte de la Passion.
Sont également exposés un orgue du XIXe siècle, une chaire du sculpteur Pierre-Paul Laclau, un brancard de procession (caditera) avec une Vierge datant du XVIIe siècle et un mystère du Vendredi Saint composé d'un gisant du XVIIIe siècle et d'une Vierge des sept douleurs, ainsi qu'un autel antique du Ier siècle dédié à Diane et Apollon (fonts baptismaux), un élément de chancel sculpté avec une croix wisigothique et deux bénitiers dont un portatif du XVIIIe siècle.

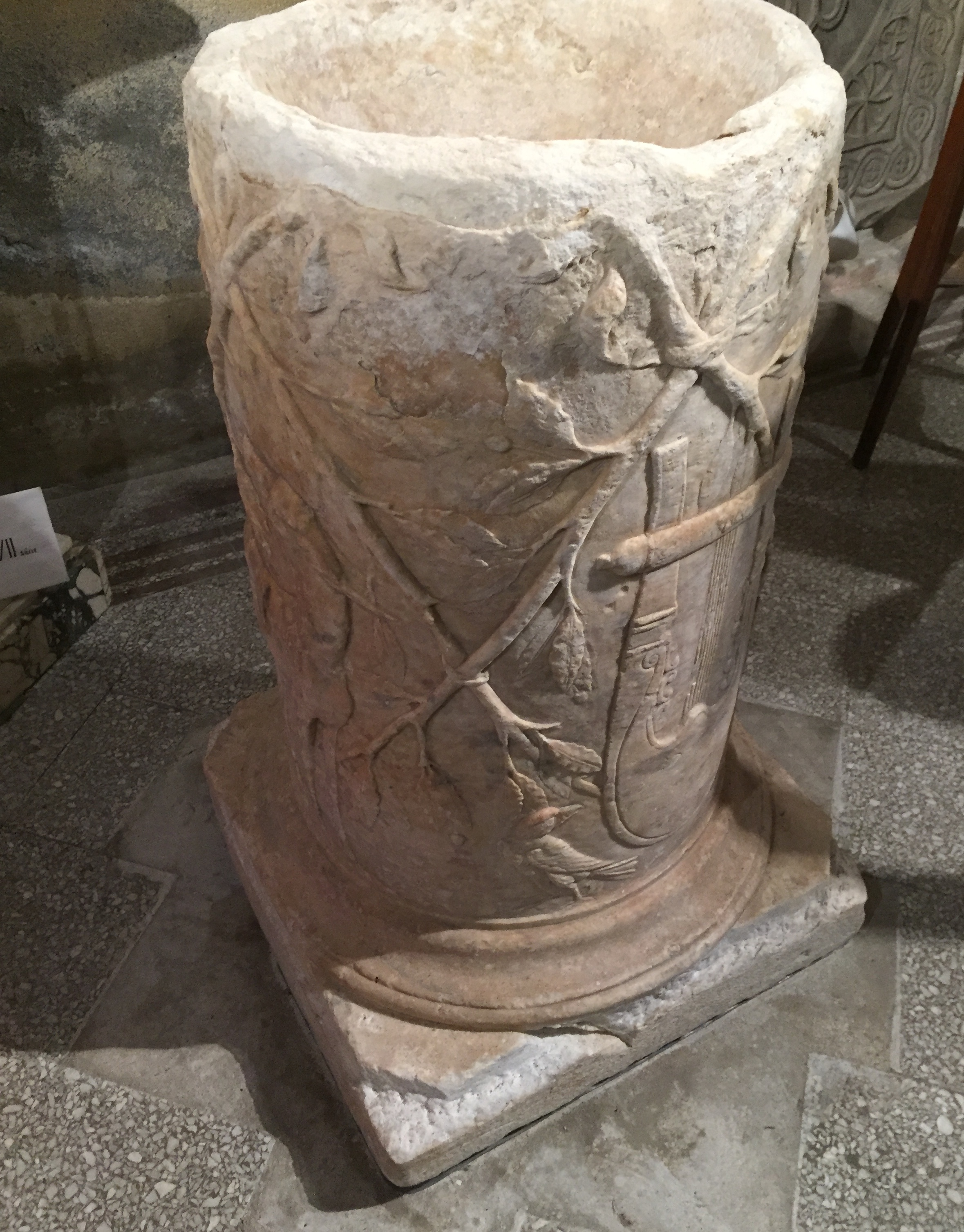
Font baptismal avec son décor antiquisant.